# Dietmar Schneider (Fotograf)
Dietmar Schneider (* 1. Juni 1939 in Breslau; † 12. September 2022) war ein deutscher Fotograf und Kunstvermittler.

## Leben
Dietmar Schneider, gelernter Versicherungskaufmann, war ein Sohn des Opernsängers Josef Schneider und ein Neffe von Willy Schneider. Er gelangte als Kind zusammen mit seinen Eltern mit einem Flüchtlingstreck von Breslau, wo sein Vater an der Oper engagiert gewesen war, nach Prag und dann nach Köln. Dort organisierte er im Jahr 1966 seine erste Kunstausstellung: Im Italienischen Kulturinstitut wurden die Werke dreier Kölner Künstler gezeigt. Zwei Jahre später machte er die Hohe Straße zur Galerie, indem er 13 Geschäftsleute, die dort ihre Läden hatten, überredete, moderne Kunst auszustellen. Damit begann eine Tradition, die dazu führte, dass schon wenige Jahre später 70 Geschäfte bei der Aktion mitmachten und die Kundschaft mit moderner Kunst in Berührung brachten. Ein anderer Weg der Kunstvermittlung waren Diskussionen von Künstlern mit dem Publikum auf der Straße. Dazu überredete Schneider zum Beispiel Joseph Beuys, den er außerdem auch dazu brachte, den Rosenmontagszug in Köln zu besuchen. Auch im Trainingslager des 1. FC Köln ließ er Diskussionen über Kunst stattfinden. Die erste polnische Kulturwoche außerhalb Polens brachte er mit der Unterstützung des Kulturdezernenten Kurt Hackenberg und Alfred Bioleks zustande.
Schneider war außerdem ein früher Förderer des Kultursponsorings. Er nahm mit Unternehmen wie der Lufthansa und 4711 sowie der Kölner Stadtsparkasse Kontakt auf, um Aktionen und Ausstellungen zu finanzieren. Auf seine Initiative gehen der Kunstpreis Glockengasse von 4711 und der Fotokunstpreis von Toyota zurück. Der Kunstpreis Glockengasse ist der höchstdotierte Kunstpreis, der in Deutschland von privater Hand vergeben wird. In der Galerie Glockengasse 4711 organisierte er über 200 Ausstellungen.
Von 1973 bis 2009 gab Schneider die Kölner Skizzen heraus, in denen die Kölner Kunstszene dokumentiert wird. Dietmar Schneider ist auch Mitarbeiter des Magazins Kunst Köln und Herausgeber diverser Kunsteditionen. Ab 1993 konzipierte und organisierte er zehn Jahre lang Ausstellungen im Gothaer Kunstforum in Köln.
Schneider räumte eine besondere Vorliebe für die Bildhauerei ein, die er auf frühe Kindheitseindrücke zurückführt: Seine Klavierlehrerin war mit einem Bildhauer verheiratet, dessen Arbeiten den Jungen faszinierten. Eine Porträtbüste seines Vaters, die Hans Gerdes geschaffen hat, befindet sich neben zahlreichen anderen Kunstwerken in seinem Besitz.
Dietmar Schneider begleitete die Kunstszene in Nordrhein-Westfalen seit den 1960er Jahren fotografisch. Er schuf etwa 90.000 Künstlerporträts, die zum Teil später von den Porträtierten weiterbearbeitet wurden. Eine Auswahl seiner Fotografien wurde 2012 in der Kölner Agneskirche gezeigt. Anlässlich seines 80. Geburtstages wurde er 2019 mit einer Ausstellung seiner Fotografien in der artothek Köln geehrt. Zu den Fotografien Schneiders schrieb der Schriftsteller Dieter Wellershoff:

„Die Fotos ... sind mit einem freundlichen, zustimmenden Blick aufgenommen und wirken unprätentiös und spontan. So direkt, so zupackend kann nur jemand fotografieren, der ein sicheres Gefühl für Bildaufbau und Situationen und vor allem einen Blick für Menschen hat. ... Es ist eine Fotografie ohne Schema, die dem Gegenstand – den Menschen, Situationen und Dingen – alle Rechte einräumt und sie so wenig wie möglich manipuliert. Wenn sich Dietmar Schneider selbst als 'naiven Kamerahandhaber' oder als 'Gelegenheitsfotograf' oder 'Amateur' bezeichnet, dann mag das für seine Anfänge gestimmt haben, inzwischen ist er aber zweifellos ein Könner; man muss aber hinzufügen: ein Könner, der sich seine Einfachheit und Unbefangenheit bewahrt hat. ... Genauso erstaunlich wie die Frische und Spontanität seiner Bilder ist die langfristige Kontinuität, mit der Dietmar Schneider die Kunstszene fotografisch festhält. Was ursprünglich nur als privates optisches Notizbuch dienen sollte, ist inzwischen zu einer vergleichslosen Dokumentation geworden.“

Sein Archiv aus unzähligen Fotografien, Briefen und Geschenken übergab Schneider 2021 dem Rheinischen Archiv für Künstlernachlässe in Bonn.
Schneider lebte mit seiner Ehefrau Christiane in Köln. Er starb 2022 im Alter von 83 Jahren und wurde auf dem Kölner Nordfriedhof beigesetzt.

## Veröffentlichungen (Auswahl)
- Kunst-Szene. Photographien. Museum Morsbroich, Graphisches Kabinett. Leverkusen 1987
- Künstlerportraits 1983-1988. Galerie Glockengasse. Köln 1988
- Kunstpreis Glockengasse 1980-1989. Galerie Glockengasse. Köln 1989
- Kunst Kontakte 1966-1991. Art/Ist Edition 1992
- Künstlerportraits 1988-1993. Galerie Glockengasse. Köln 1993